# Peristylus gracilis
Peristylus gracilis är en orkidéart som beskrevs av Carl Ludwig von Blume. Peristylus gracilis ingår i släktet Peristylus och familjen orkidéer. Inga underarter finns listade i Catalogue of Life.